# Provincia Trapani
Trapani este o provincie în regiunea Sicilia în Italia.